# 長崎佑美
長崎 佑美（ながさき ゆみ、3月13日生）は、日本の女性ファッションモデル。長野県出身。中野西高等学校卒業。身長169cm。フロント（エスプリ・ディヴィジョン）所属。
15歳の時に『プチセブン』専属モデルとしてモデル活動を開始、以降『with』や『MORE』等の女性誌の他、CMや広告、ショー等にも多数出演している。また、YUUMiとしてイラストレーターとしても活動中である。

## 人物
- 趣味は読書・着物・歌うこと・ものづくり等。 特技はイラスト。
- 好きな色は黒・白・紫・赤・モノトーン等。ワンピースを好んで着ている。
- 明るい健康美とアンニュイかつクールな雰囲気を兼ねている。
- 同じ『プチセブン』出身の榎本侑姫（当時：榎本有希子）や漫画家の日暮キノコと仲が良い。

## 出演作品

### CM
- クラシエホームプロダクツ ナイーブ「濃密泡に、埋もれましょう」こんなのなかった篇
- Zoff 「Zoff SMART」登場篇
- ジョンソン スクラビングバブル「激泡シリーズ」
- ジョンソン カビキラー
- Zoff 「Zoff's wonderland」篇
- ジョンソン スクラビングバブル「激泡キッチンクリーナー」
- 日本リーバ 制汗剤 Rexena
- 日清フーズ マ・マー パスタ篇
- セブンイレブン デザート「カフェ」篇
- レコチョク 「女友達」篇
- 花王 ヘルシアウォーター
- 山崎製パン ランチパック
- AEON 浴衣
- トヨタ自動車 トヨタ・ラクティス
- 田辺製薬 スマートアイ
- マツダ マツダ・デミオ
- ニベア花王 8×4さらさらBody Shower
- コナミ ときめきメモリアル

### PV
- Kick The Can Crew 「ナビ」PV

### グラフィック
- Banana Republic
- SONY ウォークマン
- コカコーラ 爽健美茶
- Brilliage
- キナリ  草花木果
- 花王 ロリエ
- 花王 ビオレ
- 資生堂
- オルビス
- docomo
- NEC TV-phone （docomo）
- ボーダフォン 日本法人（現:ソフトバンクモバイル）
- DELLコンピューター
- 日本郵政公社
- 産業能率大学
- アトレ
- IKKA
- S-inc  Sixh. ＆ Melt
- BEATRICE
- CRICKET
- Honeys
- 三松（着物）
- 小田急百貨店
- 髙島屋
- 東急百貨店

### 雑誌
- 美的
- CREA
- with
- MORE
- Ane can
- mini
- Pretty Style
- style
- Hanako
- bea's up
- プチセブン 専属 1998〜2002年(休刊まで。)
- junie
- 25ans Wedding
- pado 表紙
- Gainer
- メンズスパイダー
- スピリッツ

### 書籍
- おしゃれなポートレイトの撮り方 （魚住誠一）
- アロマ＋リンパダイエット

### show
- 東京コスメティックコレクション
- VOCE×IPSA
- エスト トーク＆メイクショー
- S-inc Sixh. 東京コレクション
- S-inc Melt
- Lois CRAYON
- Sancta Carina
- Bon Visage
- 三松 着物
- 尾崎商事